# Sikorsky H-5

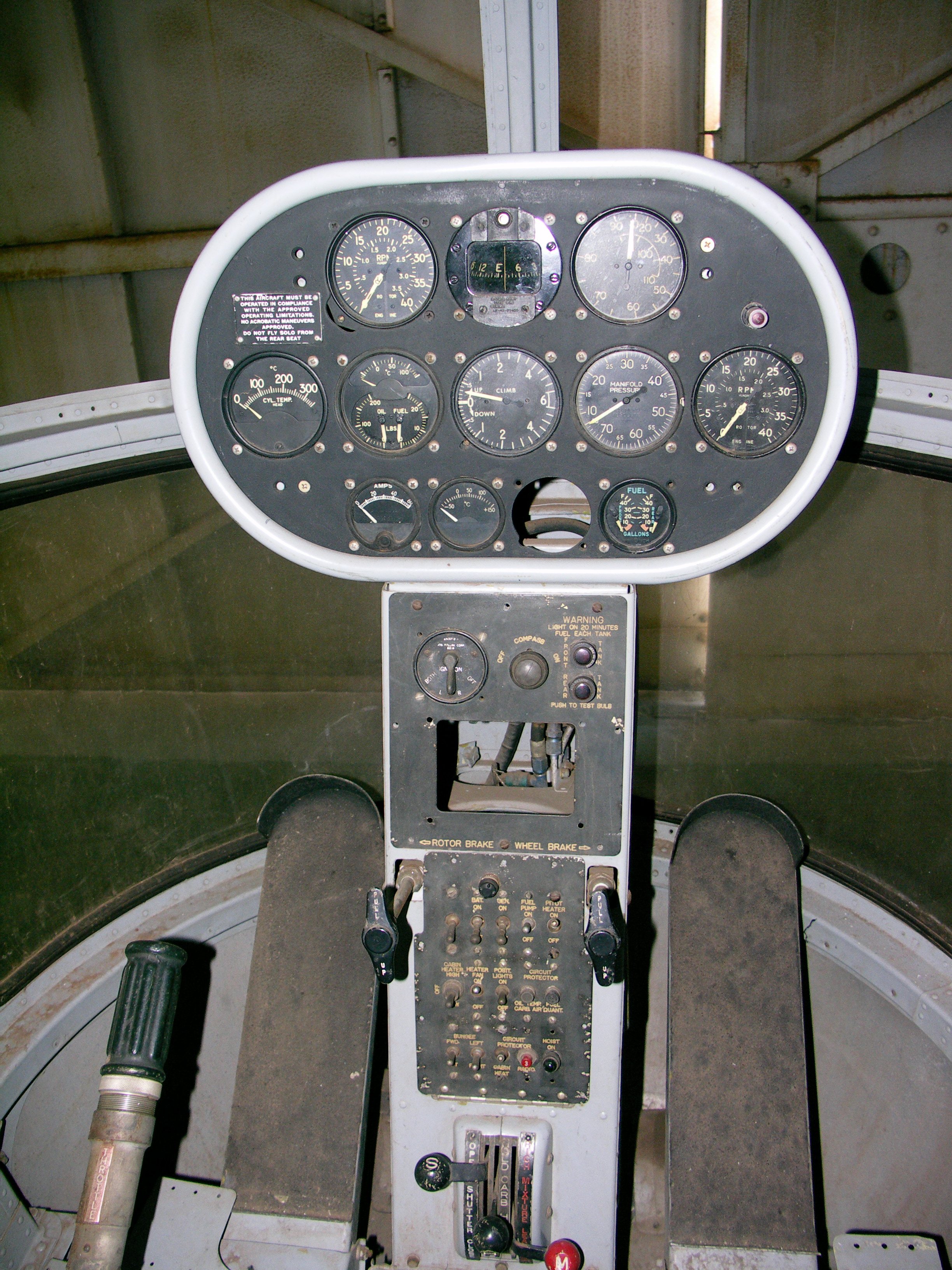
Cockpit i Sikorsky S-51

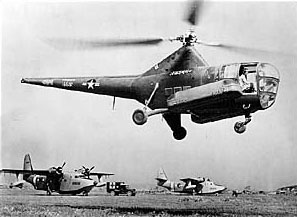
Sikorsky H-5 och flygbåtar av typ Grumman SA-16 från 3. Räddningsskvadronen

Sikorsky H-5, (R-5, S-51) var en helikopter, som utvecklades av Sikorsky Aircraft Corporation och som framför allt användes av United States Air Force och dess föregångare United States Army Air Forces, United States Navy och United States Coast Guard. Enligt ett licensavtal från december 1946 tillverkades den också av brittiska Westland Aircraft under namnet Westland-Sikorsky WS-51 Dragonfly. Den producerades i 300 exemplar mellan 1944 och 1951.
Sikorsky H-5 utvecklades från Sikorsky R-4 med målet att ha större lastvikt, räckvidd, hastighet och högre altitud än R-4. Den första av fyra prototyper premiärflög i augusti 1943 och det första serietillverkade exemplaret levererades till United States Army Air Force i februari 1945.
Sikorsky utvecklade en modifierad version, som kallades S-51, med större rotordiameter och större nyttolastförmåga. Denna premiärflög i februari 1946, hade plats för pilot och tre passagerare och var avsedd både för civilt och militärt bruk. Den var också den första helikoptermodell som såldes till civila användare.   
Helikoptern användes under Koreakrigets tidiga år som räddningshelikopter för att hämta piloter som skjutits ner bakom stridslinjen och som ambulanshelikopter för att evakuera sårade från fronten, innan den ersattes av H-19 Chickasaw.